# Sallustiano
Sallustiano es el decimoséptimo rione de Roma, indicado como R. XVII.

## Límites
Los límites del rione son los siguientes:
- Las murallas aurelianas hasta la Piazza Fiume (excluida) con el barrio Salario;
- Via Calabria, Via Boncompagni, via Lucullo y Via Friuli con el rione Ludovisi;
- Via Leonida Bissolati y Largo Santa Susanna con el rione Trevi;
- Via XX Settembre hasta Porta Pia (excluida) con el rione Castro Pretorio.

## Historia
En la época de Augusto, el actual rione Sallustiano pertenecía a la sexta región, Alta Semita. Aquí se encontraban los Horti Sallustiani, que han dado su nombre al rione, y el templo de Venus Ericina, situado entre la Via Piave y la Via Calabria, no menos importante que la villa de Salustio, ya que el espejo dorado de la diosa sobre fondo azul fue elegido como escudo del rione. El famoso Trono Ludovisi fue hallado en el rione durante las obras de urbanización de la zona, y muy probablemente formaba parte de dicho templo.
Entre la Via Flavia y la Via Servio Tullio se situaba el templo dedicado a la diosa Fortuna, mientras que entre las actuales Via XX Settembre y Via Boncompagni parece que se encontraba el circo de Flora. El Obelisco Salustiano encontrado en la zona de los Horti Sallustiani no formaba parte de la espina del circo, y más probablemente decoraba un hipódromo privado de la villa de Salustio.
La Via Piave sigue el trazado de la Via Salaria Nova, la cual, saliendo de Porta Collina, se dirigía hacia la demolida Porta Salaria. Cerca de la Via Piave se extendía una importante zona sepulcral de carácter señorial que albergaba el monumento funerario a Sulpicio Máximo, actualmente en el centro de la Piazza Fiume, y el de Cornelia, situado actualmente junto a las murallas en el Corso d'Italia.
En el año 410 d. C. los visigodos de Alarico destruyeron los acueductos y saquearon la villa de Salustio, que fue reducida a un montón de escombros y abandonada definitivamente. Con la consiguiente falta de agua, la zona comprendida entre el Pincio y el Quirinal se despobló.
Se produjo una ligera recuperación del rione tras la apertura de la Via Pia y la vuelta del agua en la zona gracias a la restauración de un acueducto por parte de Sixto V, que lo llamó aquedotto Felice. Además, en 1608 el cardenal Scipione Borghese se hizo promotor a sus expensas de la construcción de una bellísima iglesia, Santa Maria della Vittoria. El rione, que entonces formaba parte de Trevi, seguía estando escasamente poblado, con amplias zonas verdes por la presencia de grandes villas como la Villa Barberini, en la actual Via XX Settembre, la Villa Mandosi, en la Via Boncompagni, y la Villa Cicciaporci, situada entre la Via Pia, las murallas aurelianas hasta la Porta Salaria y la Via di Porta Salaria (actual Via Piave).
Todas estas zonas verdes desaparecieron con la inevitable urbanización de la zona entre la strada Pia y la cinta de murallas que siguió a la brecha de Porta Pia, brecha que además se abrió en la breve porción de murallas que pertenece al rione. Los Boncompagni se hicieron construir dos palacetes en la calle que los recuerda, uno de los cuales alberga actualmente el Museo per le Arti Decorative. Además, se construyó la iglesia de San Camillo de Lellis en la zona de la Villa Spithoever y la del Sagrado Corazón de Jesús, más pequeña, con el convento anexo, el edificio del Museo Geológico en el Largo Santa Susanna y el Ministero dell'Agricoltura e Foreste en la Via XX Settembre.
Actualmente la única zona verde del rione se conserva junto a las murallas, entre Porta Pia, Via Augusto Valenziani y Via Piave, o sea en el lugar en el que se situaba la Villa Cicciaporci Valenti Gonzaga, conocida actualmente como Villa Paolina por Paulina Bonaparte, que residió allí, y sede desde 1951 de la embajada de Francia, con entrada por la Via Piave.

### Sallustiano en la actualidad

Escudo de Sallustiano: de azur con el espejo de oro de Venus Ericina.

El rione, como los contiguos Ludovisi y Castro Pretorio, surgió hacia finales del siglo XIX en un territorio comprendido entre la Via Pia, que posteriormente se convertirá en Via XX Settembre, y la Via Boncompagni, que hasta entonces albergaba viñedos y jardines y formaba parte del rione Trevi.
Se diferencia de los otros rioni «piemonteses» por su esquema viario mucho menos rígido, con más variantes y soluciones en cuanto a la forma de las manzanas y la conformación de las calles, en parte debido a la escasa superficie del rione.
Su centro es la tranquila Piazza Sallustio, la única plaza verdadera del rione, donde todavía en la actualidad se aprecian los restos de los Horti Sallustiani de los que el rione recibe su nombre. Sallustiano se puede dividir en dos zonas, la situada entre la Via Piave y la Via Piemonte-Via Salandra, con una discreta densidad de población, y el resto hasta la Via Bissolati, prácticamente deshabitada y con una alta concentración de oficinas y ministerios.

### Escudo
De azur con el espejo de oro de Venus Ericina (en alusión al templo situado en los Horti Sallustiani).

## Monumentos y lugares de interés

### Arquitectura civil
- Palazzo Canevari, en el Largo Santa Susanna. Edificio del siglo XIX de estilo modernista diseñado por el arquitecto Raffaele Canevari, antigua sede del Regio Ufficio Geológico.
- Villino Boncompagni Ludovisi
- Villino Casati
- Villino Levi
- Villino Pignatelli
- Villino Rasponi
- Villino Rattazzi
- Villino Rudinì

### Arquitectura religiosa
- Basílica de San Camillo de Lellis, en la Via Sallustiana.
- Iglesia de Santa Maria della Vittoria, en la Via Venti Settembre.
- Iglesia del Sagrado Corazón de Jesús, en la Via Piave.

### Sitios arqueológicos
- Vivienda arcaica de principios del siglo VI a. C., descubierta durante las excavaciones arqueológicas realizadas a partir de 2013 bajo el Palazzo Canevari en el Largo Santa Susanna.
- Horti Sallustiani, jardines del siglo I a. C.
- Porta Salaria, en las murallas aurelianas. Puerta del siglo III, destruida completamente en 1921 para la apertura de la Via Piave.

## Museos
- Museo Boncompagni Ludovisi per le arti decorative
- Museo storico dei bersaglieri

## Odonimia
- Piazza Sallustio
- Via Aureliana
- Via Belisario
- Via L.Bissolati
- Via Boncompagni
- Via R.Cadorna
- Via Calabria
- Via G.Carducci
- Via Collina
- Via Flavia
- Via Lucullo
- Via Nerva
- Via M.Pagano
- Via Piave
- Via Piemonte
- Via A.Salandra
- Via Sallustiana
- Via di San Nicola da Tolentino
- Via di Santa Susanna
- Via Q.Sella
- Via Servio Tullio
- Via S.Spaventa
- Via Sulpicio Massimo
- Via Umbria
- Via A.Valenziani
- Via Venti Settembre